# Pod Mešnicí
Pod Mešnicí je přírodní památka jižně od obce Hojkov v okrese Jihlava. Oblast spravuje Krajský úřad Kraje Vysočina. Důvodem ochrany je fragment krátkostébelných suchomilných společenstev s výskytem kriticky ohrožených druhů.

## Galerie

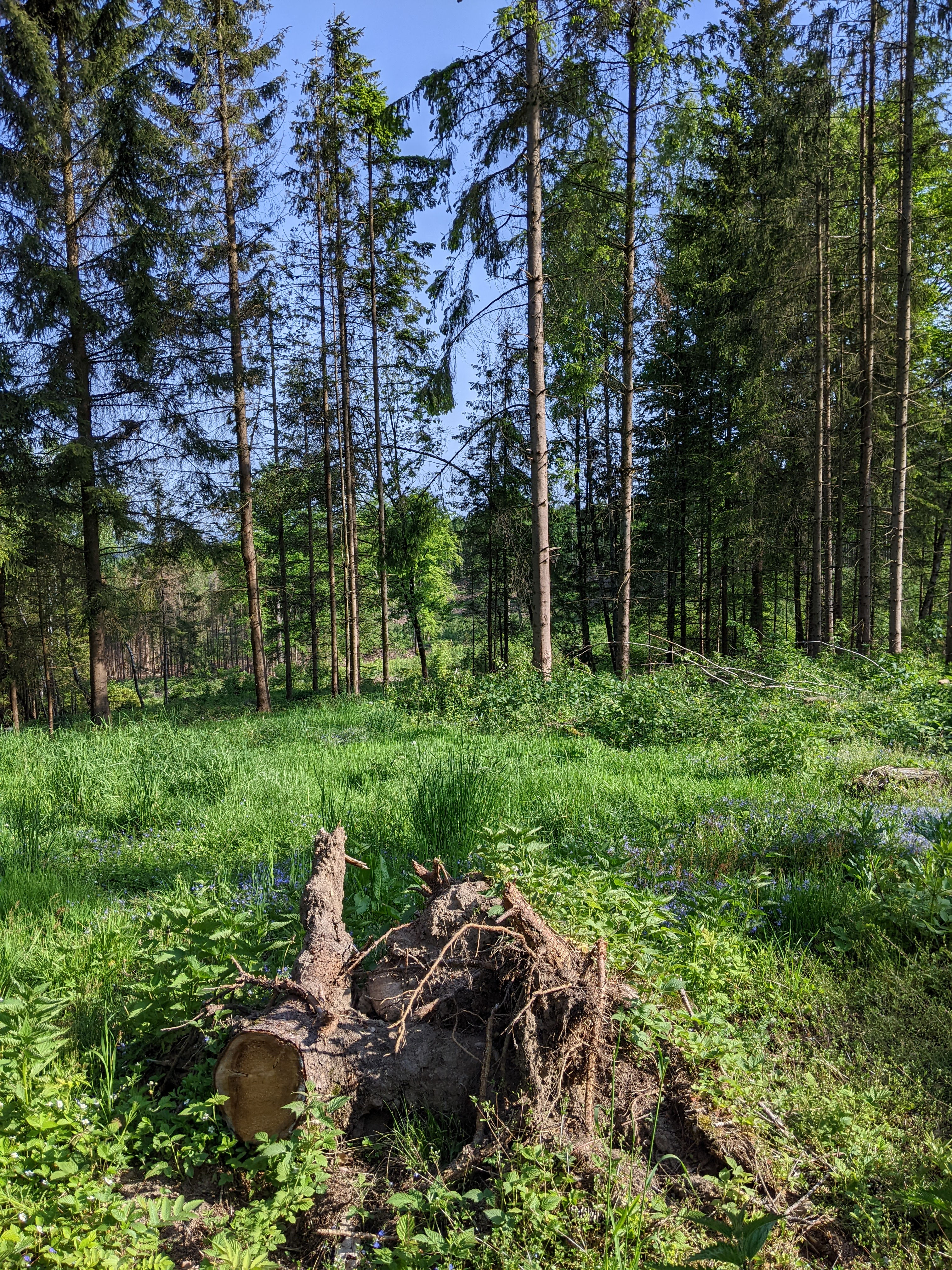
lokalita v květnu 2023
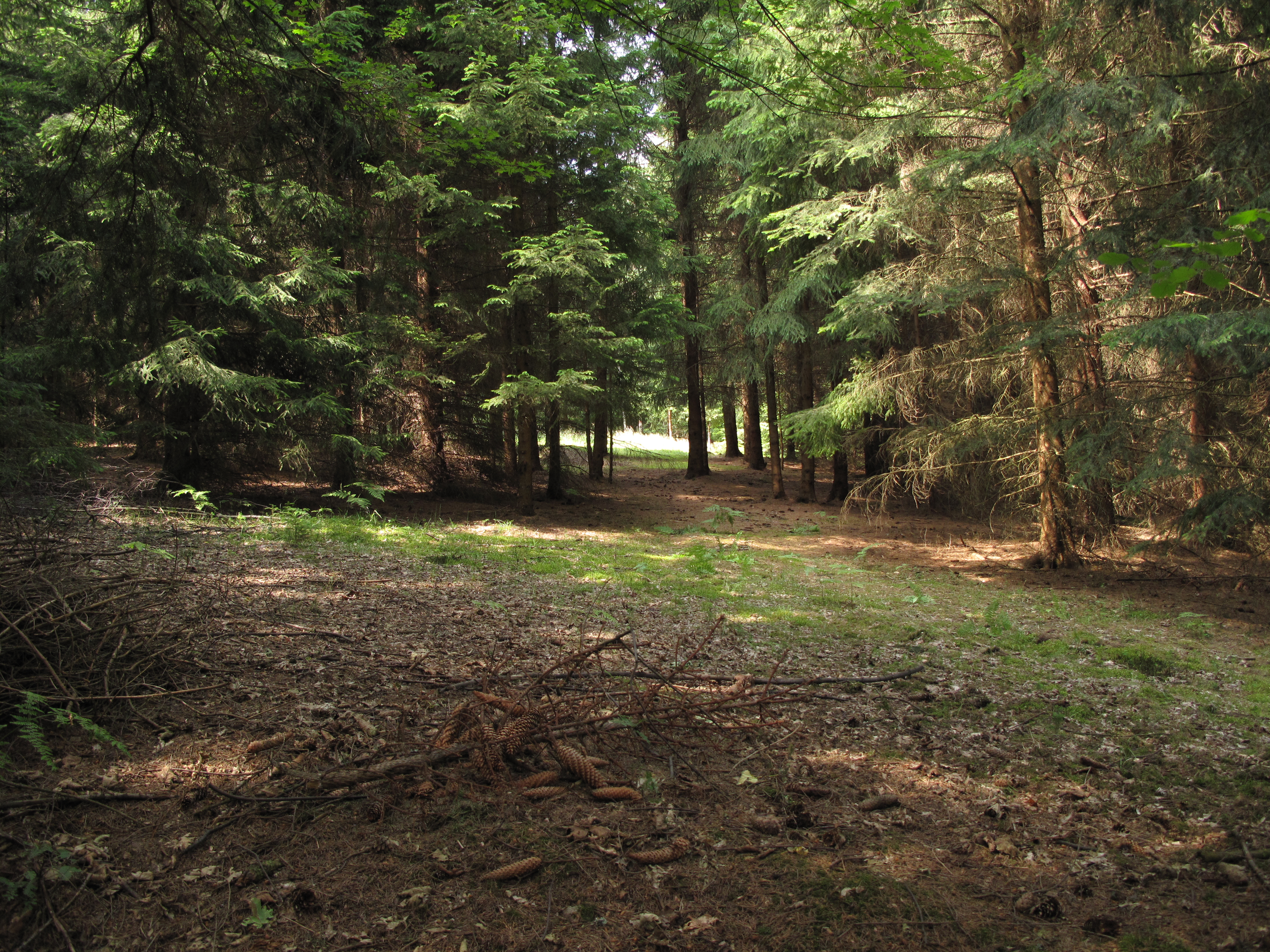
smrčina
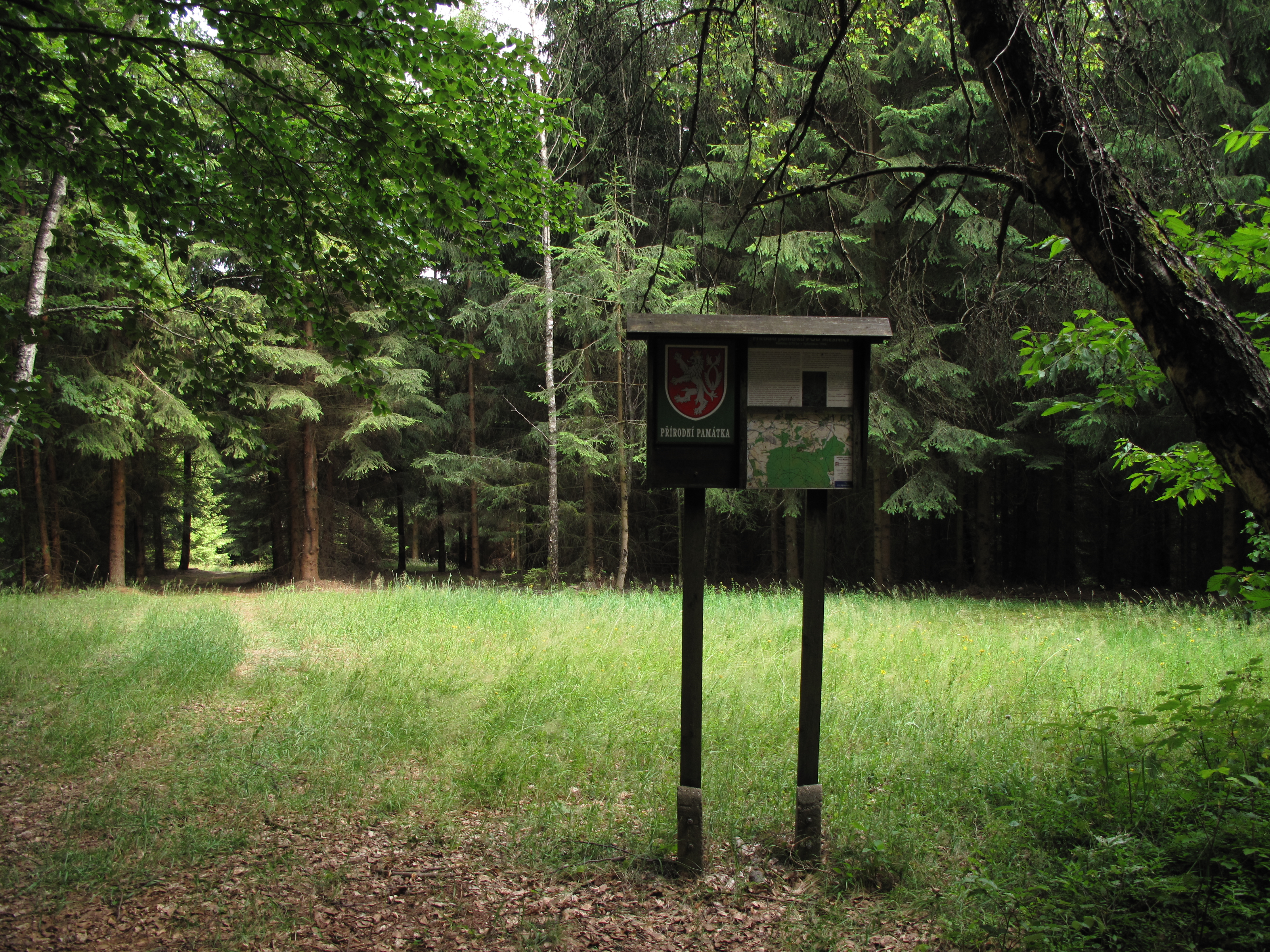
tabule
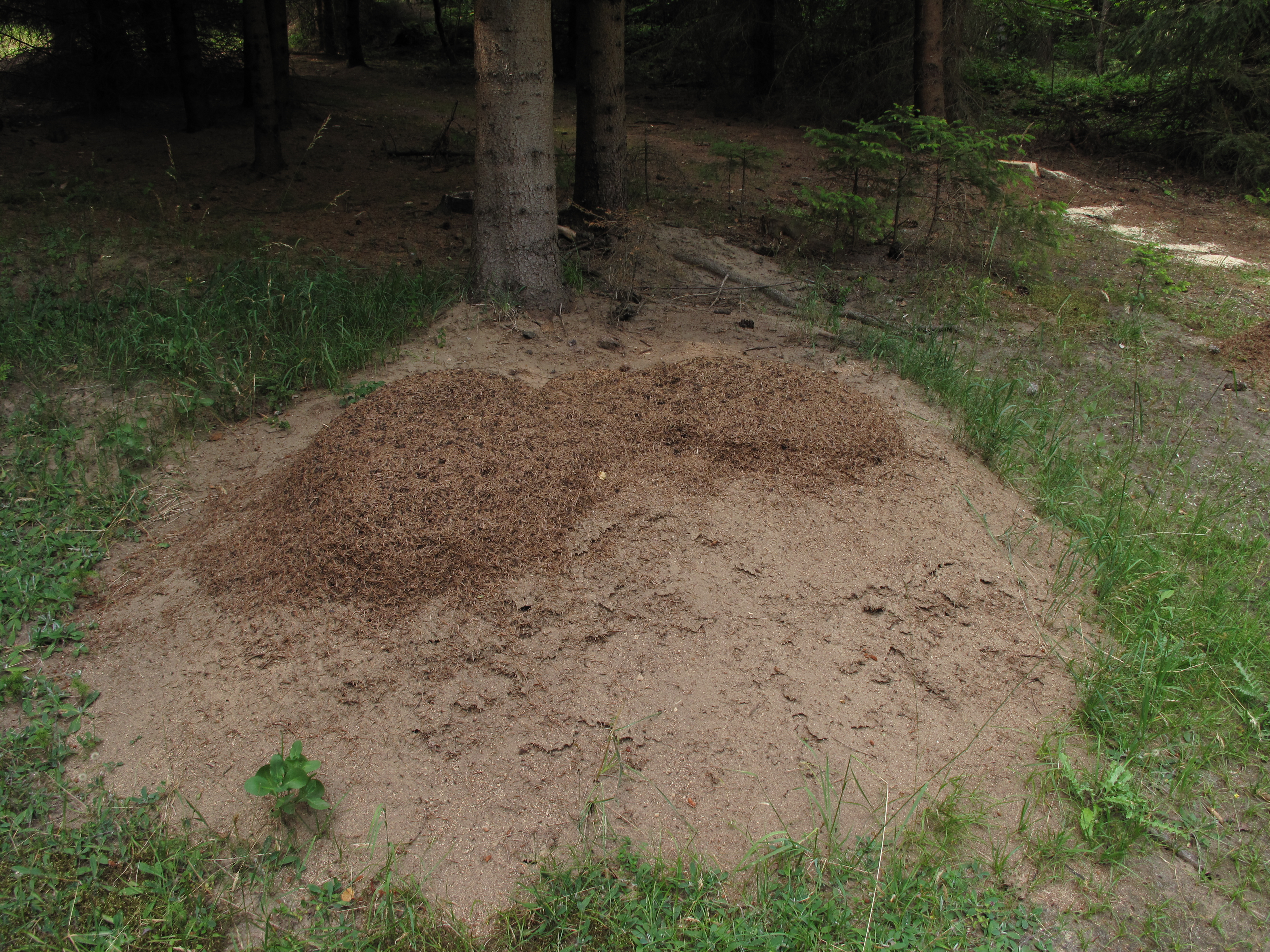
mraveniště
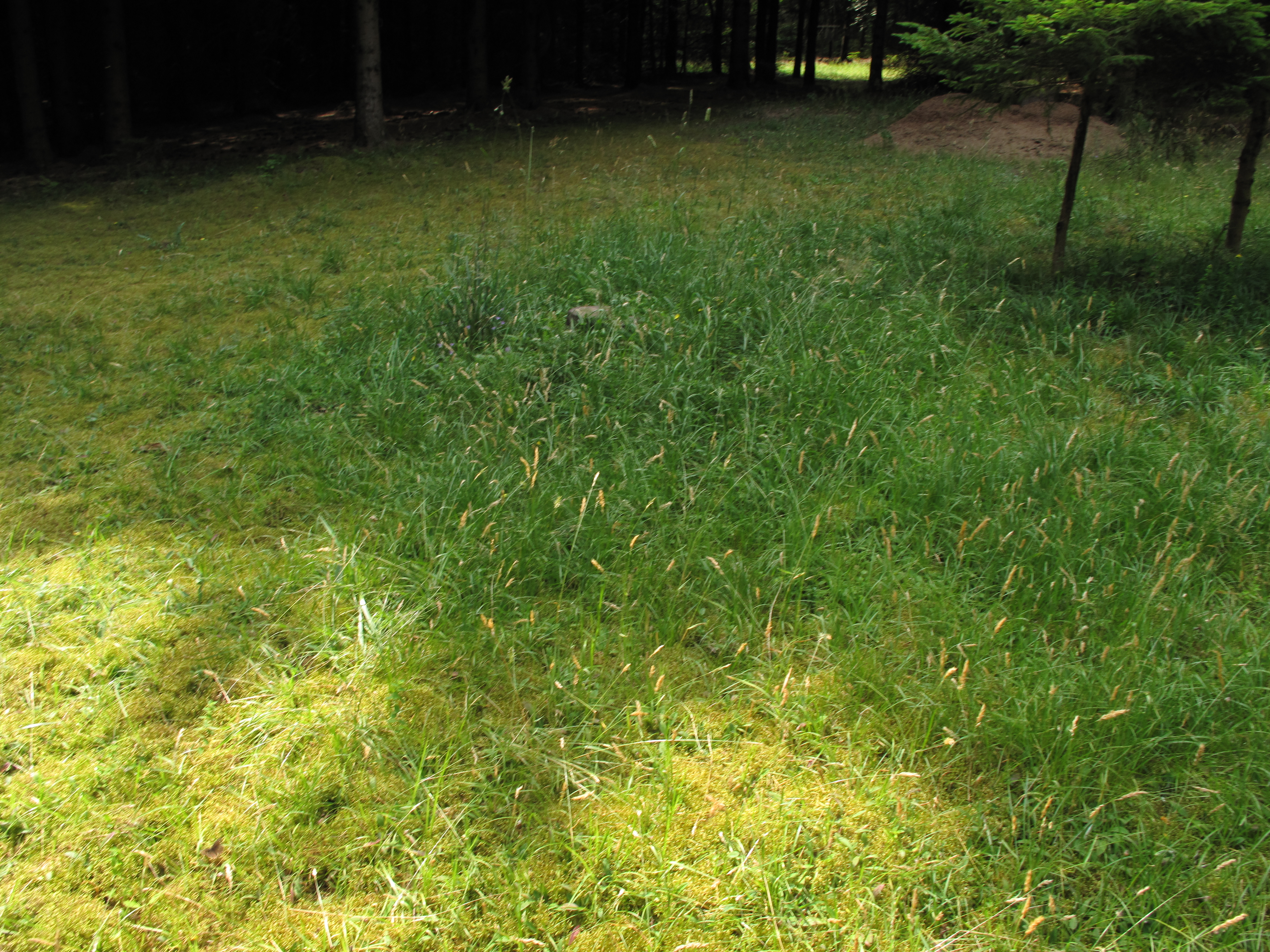
trávník
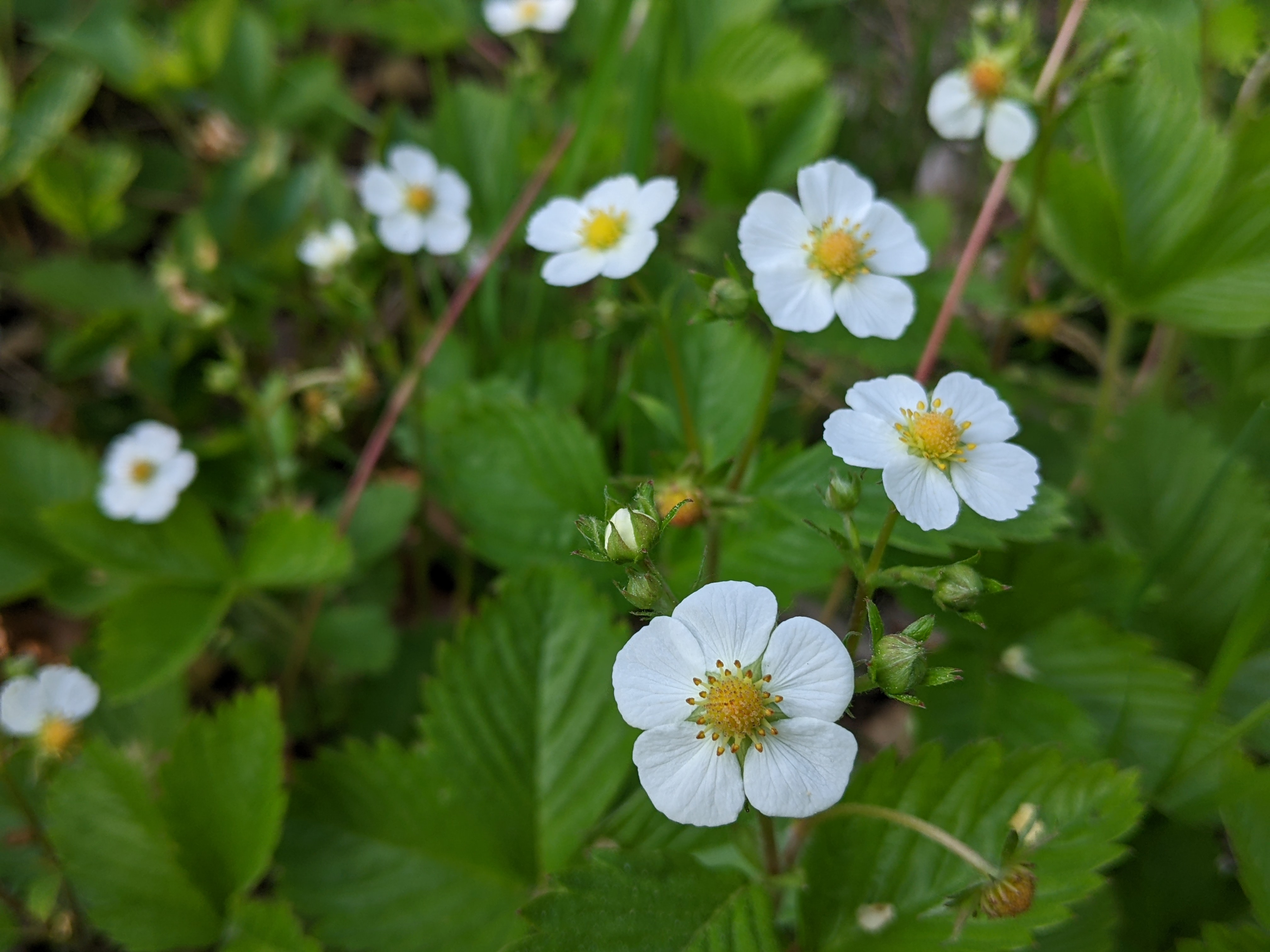
jahodníky